# Lichenek
Lichenek (tyska: Klagenhof) är en by i Powiat kolski i det polska vojvodskapet Storpolen. Lichenek är beläget 4 kilometer sydväst om Babiak, 13 kilometer norr om Koło och 118 kilometer öster om Poznań.